# Jadwiga Warszyńska
Jadwiga Warszyńska (ur. 15 lipca 1925 w Tarnowie, zm. 19 sierpnia 2011)  – polska geograf, profesor nauk przyrodniczych.

## Życiorys
Stopień naukowy doktora nauk przyrodniczych nadała Jej Rada Wydziału Biologii i Nauk o Ziemi UJ w 1961 na podstawie rozprawy zatytułowanej Rozwój sieci komunikacyjnej w województwie krakowskim W 1974 habilitowała się na podstawie rozprawy zatytułowanej Ocena zasobów środowiska naturalnego dla potrzeb turystyki (na przykładzie woj. krakowskiego). W 1990 r.  uzyskała tytuł profesora nauk przyrodniczych. Pracowała w Instytucie Geografii i Gospodarki Przestrzennej na Wydziale Biologii i Nauk o Ziemi Uniwersytetu Jagiellońskiego.
Była członkiem Polskiego Towarzystwa Geograficznego.

## Odznaczenia i wyróżnienia
- Złota Odznaka PTG[4]
- Złoty Krzyż Zasługi (1976)[4]
- Krzyż Kawalerski Orderu Odrodzenia Polski (1984)[4]